# L'Huisserie

L'Huisserie este o comună în departamentul Mayenne, Franța. În 2009 avea o populație de 3.980 de locuitori.

## Galerie

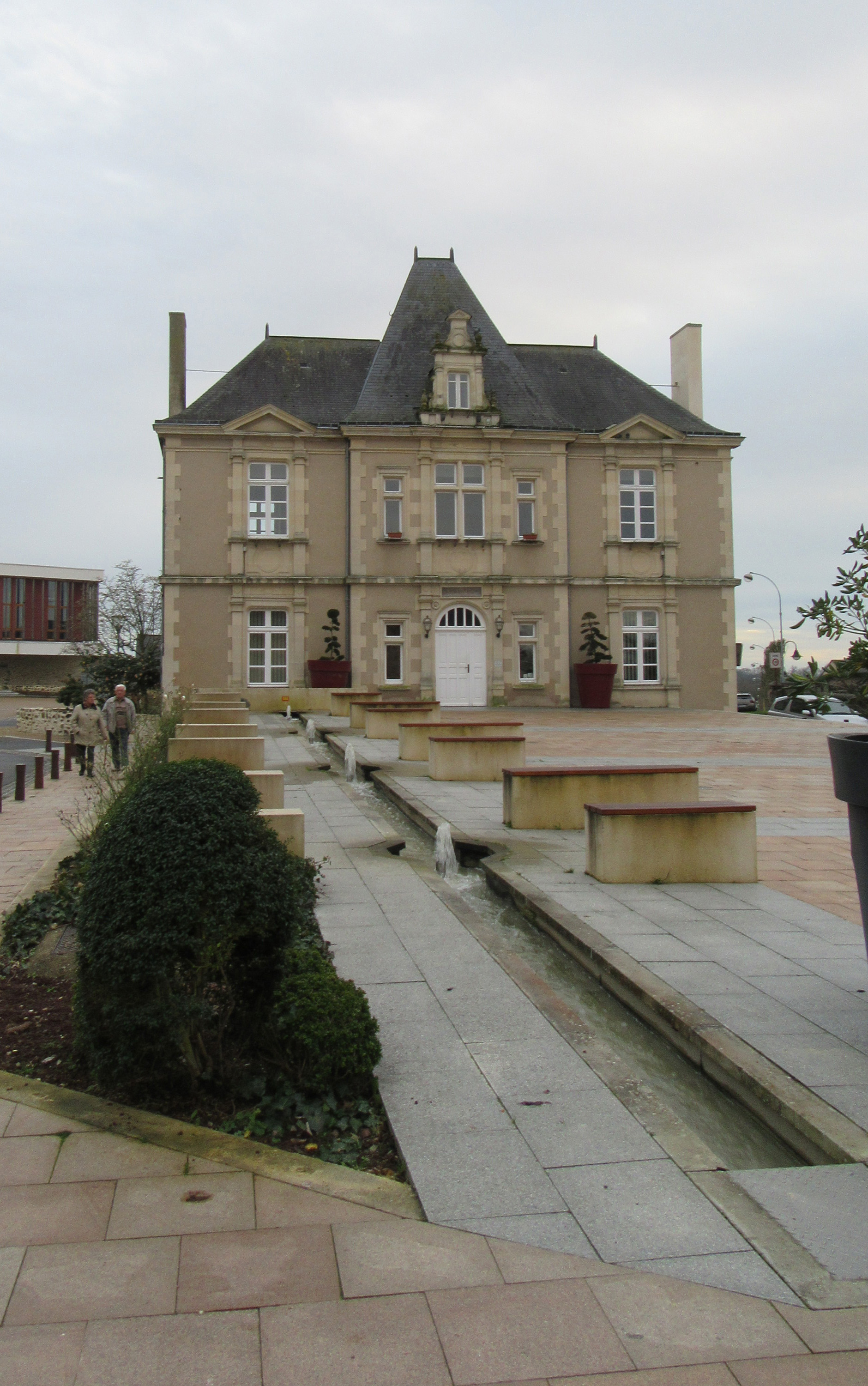
Palatul Primăriei